# Bryan Steam Corporation
Bryan Steam Corporation war ein US-amerikanischer Hersteller von Automobilen.

## Unternehmensgeschichte
George A. Bryan und Oscar Bryan gründeten am 11. September 1916 die Bryan Steam Corporation im US-Bundesstaat New Mexico. Sie stellten von 1918 bis 1923 sechs Automobile her, die als Bryan vermarktet wurden. Dazu gab es ein Werk in Peru in Indiana. Ebenso werden die Firmierungen Bryan Steam Motors und Bryan Harvester Company genannt. Außerdem entstanden Traktoren. Später stellte das Unternehmen Boiler her. Am 19. Juni 1967 wurde der Sitz nach Santa Fe in New Mexico verlegt. Am 11. März 1999 kam es zum Zusammenschluss mit der Burham Acquisition Corporation. Am 30. Dezember 1999 wurde das Unternehmen von der Bryan Steam LLC übernommen, die am 22. Dezember 1999 in New Castle in Delaware gegründet wurde.

## Fahrzeuge
Im Angebot standen Dampfwagen. Die meisten waren als Tourenwagen karosseriert. Ein Prospekt von 1921 zeigt auch einen Brougham.
Daneben sind ein Nutzfahrzeug mit Dampfmotor sowie Dampftraktoren überliefert.